# Qui studio a voi stadio
Qui studio a voi stadio (spesso abbreviato in QSVS) è un programma sportivo in onda su Telelombardia.

## Storia
Venne ideato nel 1987 da Ruggiero Muttarini e condotto da Giorgio Micheletti, David Messina, Michele Plastino e Tony Damascelli. Damascelli era all'epoca il responsabile della redazione sportiva. La trasmissione seguiva in diretta le partite di Serie A e Serie B dagli stadi della Lombardia con le telecronache di "inviati-tifosi" e i commenti di giornalisti ed ex-calciatori.
Si trattò della prima trasmissione calcistica in onda su un'emittente regionale lombarda come alternativa a Tutto il calcio minuto per minuto della Rai. Il successo di ascolti ottenuto dal programma fece vincere nel 1989 il Telegatto all'emittente Telelombardia come miglior emittente locale.
Nel corso degli anni novanta Qui studio a voi stadio cominciò ad essere conosciuto anche nel resto d'Italia grazie a Mai dire Gol, la trasmissione su Italia 1 in cui la Gialappa's Band commentava vari spezzoni del programma nelle rubriche All'improvviso uno sconosciuto, Le interviste possibili e Un uomo un perché. Inoltre tra il 1997 e il 1998, all'interno della trasmissione sportiva Dribbling, il giornalista Sandro Ciotti commentò i principali fatti della settimana sportiva in una rubrica intitolata Qui studio a te Sandro, ispirandosi al titolo della trasmissione di Telelombardia.
Il primo conduttore a lasciare QSVS fu Plastino nel 1989, seguito da Damascelli nel 1993, mentre i conduttori storici della trasmissione furono Giorgio Micheletti e David Messina dal 1987 al 1999.
Dopo l'addio di Micheletti e Messina, la conduzione venne affidata a Fabio Ravezzani con la sola eccezione dell'edizione 2001-2002, in cui il conduttore fu prima Gian Luca Rossi (fino alla quarta giornata di campionato) e successivamente Giovanni Guardalà. La trasmissione risultò così più centrata sulla rivalità tra gli opinionisti, con la presenza di sfottò tra simpatizzanti milanisti, juventini e interisti. Nello stesso tempo, però, Ravezzani ha dato una svolta al taglio giornalistico del programma, creando una forte redazione e approfondendo in diretta i temi legati alla discussione dell'evento sportivo, seguendo il tipo di taglio giornalistico dei quotidiani sportivi.
Presenti in studio anche alcune vallette conconduttrici: nell'edizione del 2000-2001 Ravezzani è stato affiancato da Sara Calzi, che contemporaneamente era anche valletta di Ok, il prezzo è giusto!.
Il 27 agosto 2002, la trasmissione ha raggiunto il massimo di ascolti in occasione della diretta esclusiva (pur concedendo il segnale alle tv locali) dallo Stadio Giuseppe Meazza di Inter-Sporting Lisbona (2-0), gara del terzo turno preliminare di Champions League.
Ad oggi i volti della trasmissione durante le partite, oltre al conduttore Fabio Ravezzani, sono il milanista Andrea Longoni, lo juventino Luca Fausto Momblano e l'interista Gian Luca Rossi, oltre al romanista Pino Vaccaro, all'atalantino Maurizio Dall'O e al napoletano Mimmo Pesce.
Dal 28 dicembre 2006, Tiziano Crudeli ed Elio Corno, ospiti fissi e più noti del programma, sono passati a Italia 7 Gold, causando un intenso duello verbale tra i due opinionisti e Fabio Ravezzani, direttore sport di Telelombardia.
Il 27 marzo 2013 il Gruppo Mediapason, con l'aiuto di Publishare, acquisisce i diritti della Liga Spagnola per le ultime 10 giornate della stagione 2012-2013 trasmesse anche da altre tv locali.
Da agosto 2022 il programma è visibile anche in Puglia, Basilicata e Molise su Teledue, emittente appartenente al gruppo Gruppo Norba.

## QSVS News
QSVS News è il telegiornale sportivo del Gruppo Mediapason in onda su Top Calcio 24, Telelombardia e Milanow diretto da Fabio Ravezzani.
Il tg va in onda secondo la seguente programmazione:
- 13.45-14.30: Telelombardia
- 14.45-15.30: Top Calcio 24
- 16.00-16.45: Milanow (replica)

## Circuito
Nel 2024 sono collegate al programma:
- Telelombardia per la Lombardia
- Videogruppo per il Piemonte
- TeleNordest per il Triveneto
- Rete 8 per l'Emilia-Romagna
- Telecolor per la Sicilia